# Walter Fjodorowitsch Nouvel

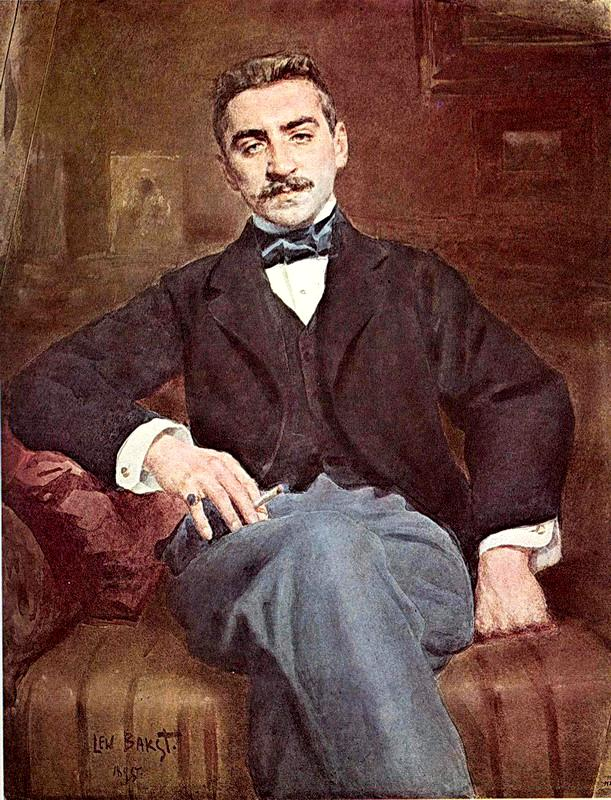
Walter Nouvel (gemalt von Léon Bakst)

Walter Fjodorowitsch Nouvel (russisch Вальтер Фёдорович Нувель; Walter Fjodorowitsch Nuwel * 1871; † 1949) war ein russischer Autor.

## Leben
Nouvel stammte von französischen Flüchtlingen ab, die Ende des 17. Jahrhunderts aus Frankreich nach Deutschland emigriert waren. Sein Vater war ein Kaufmann, der sich um Finanzen kümmerte. Seiner deutschen Mutter Matilda Andrejewna wurde eine französische Seele zugesprochen. Sein ältester Bruder Richard sang eine Zeit lang im Ausland unter dem Pseudonym Ricardo Nordi und war dann Gesangslehrer. Der zweite Bruder Fedor starb noch nicht 40 Jahre alt. Der dritte Bruder Eduard starb noch im Jugendalter. Seine Schwester Matilda heiratete den niederländischen Diplomaten Baron Van Heeckeren, Verwandter des Georges-Charles de Heeckeren d’Anthès, der mit Puschkin das für Puschkin tödliche Duell austrug.
Nach dem Besuch des von Karl Ivanovich May (1820–1895) geführten renommierten Privatgymnasiums begann Nouvel 1890 ein Studium an der Universität St. Petersburg zusammen mit Alexander Nikolajewitsch Benois, Sergei Pawlowitsch Djagilew und Dmitri Wladimirowitsch Filossofow. Er wurde dann Beamter für besondere Aufgaben in der Kanzlei des Ministeriums für den kaiserlichen Hof. Als Mit-Gründer und Redaktionsmitglied der Zeitschrift Mir Iskusstwa vertrat er den linken Flügel und verantwortete den Musik-Teil. Unter seiner Führung wurde um 1900 ausführlich über Alexander Nikolajewitsch Skrjabin und seine neue Musik geschrieben. Zusammen mit Alfred. P. Nurok organisierte er die populären Abende zeitgenössischer Musik in St. Petersburg mit neuer russischer und ausländischer Musik.
Mit Djagilew begeisterte Nouvel sich für Musik, so dass sie häufig vierhändig spielten. In der Folge war er Djagilews rechte Hand bei der Organisation der Ballets Russes in Paris. Nach der Oktoberrevolution emigrierte er 1919 nach Frankreich.
Zusammen mit Arnold Haskell schrieb Nouvel Djagilews Biografie Diaghileff: His Artistic and Private Life (1935), und er war der Ghostwriter für Strawinskys Autobiografie Chronique de ma Vie.
Sein Grab fand Nouvel auf dem Russischer Friedhof von Sainte-Geneviève-des-Bois.